# Maira bisnigra
Maira bisnigra là một loài ruồi trong họ Asilidae. Maira bisnigra được Bigot miêu tả năm 1878.